# Landtagswahl in Vorarlberg 2009
- SPÖ: 3
- GRÜNE: 4
- ÖVP: 20
- FPÖ: 9

Die Landtagswahl in Vorarlberg am 20. September 2009 war die 14. Wahl des Vorarlberger Landtags seit dem Jahr 1945. Bei dieser Wahl, die notwendig wurde, da die fünfjährige Amtsperiode des 28. Vorarlberger Landtags im Jahr 2009 ablief, wurden sämtliche 36 Abgeordneten neu gewählt. Aufgrund eines Zerwürfnisses der beiden vormaligen Regierungsparteien ÖVP und FPÖ bildete Landeshauptmann Herbert Sausgruber nach der Wahl erstmals in der Geschichte Vorarlbergs in der zweiten Republik eine ÖVP-Alleinregierung.
Aus der Landtagswahl ging die ÖVP Vorarlberg trotz Verlusten erneut als stärkste Partei mit einer absoluten Stimmen- und Mandatsmehrheit hervor, während die SPÖ erhebliche Verluste hinnehmen musste und das schlechteste Wahlergebnis aller Zeiten zu verzeichnen hatte. Der größte Gewinner der Wahl war die FPÖ, der es gelang, ihren Stimmenanteil zu verdoppeln, und die als einzige Partei auch Mandate im Landtag dazugewinnen konnte. Die Grünen konnten ebenfalls leichte Gewinne verzeichnen, blieben aber sowohl Mandats- als auch Stimmenanteilsmäßig hinter den eigenen Erwartungen zurück.
Bei der Landtagswahl 2009 waren 261.132 Wahlberechtigte zur Wahl zugelassen. Davon waren etwa 30.000 der Gruppe der Jungwähler zuzuordnen, ca. 9.000 16- und 17-Jährige waren aufgrund der Wahlrechtsänderungen erstmals zur Abgabe ihrer Stimme bei einer Vorarlberger Landtagswahl berechtigt.

## Ausgangssituation

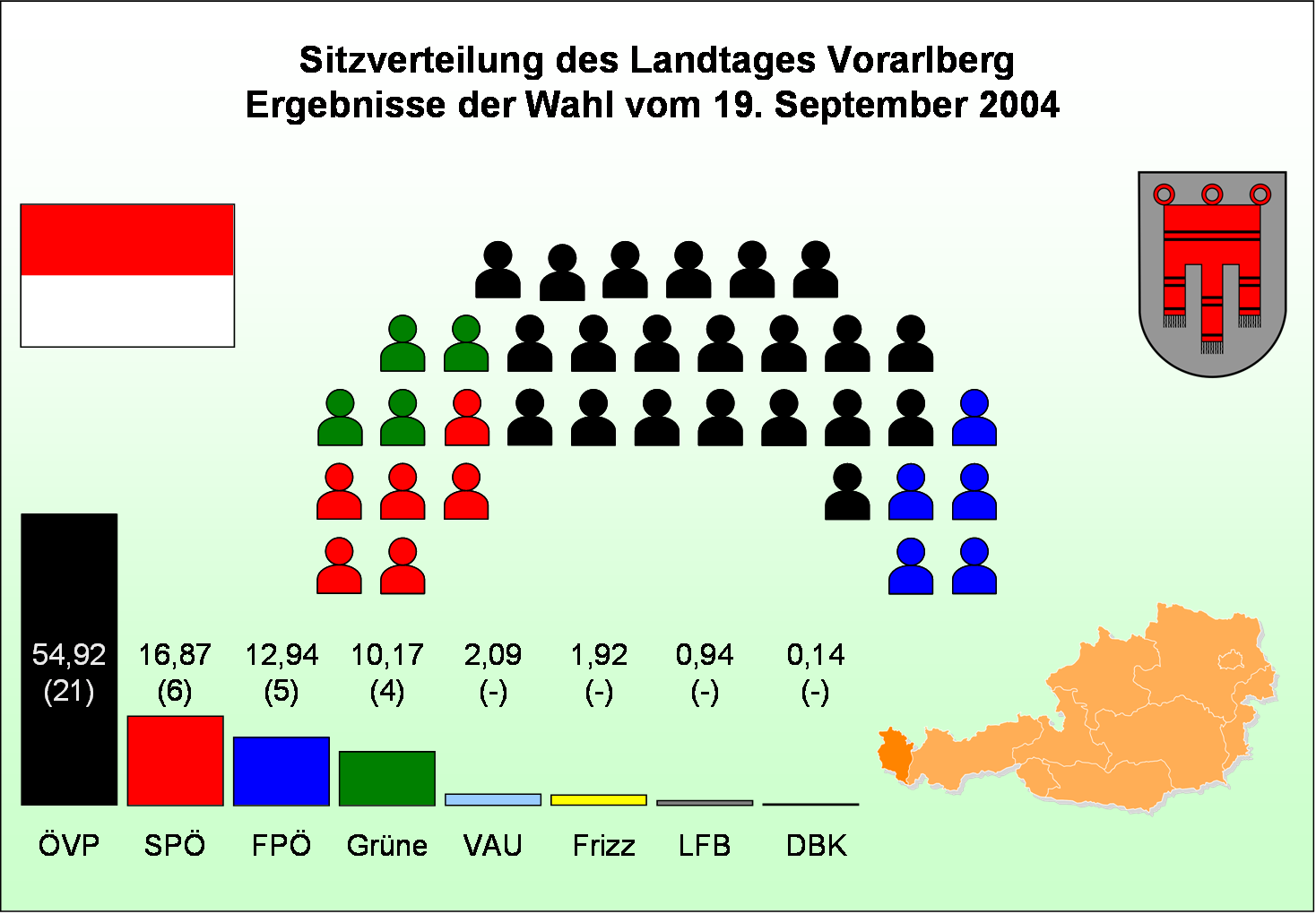
Ausgangssituation der Wahl auf Grundlage der Ergebnisse von 2004

Nach der Landtagswahl in Vorarlberg 2004 verfügte die dominierende Vorarlberger Volkspartei über eine absolute Stimmen- und Mandatsmehrheit. 21 von 36 Abgeordneten im Landtag gehörten der Volkspartei an. Dennoch ging die ÖVP nach der Wahl eine erneute Regierungskoalition mit der FPÖ ein. Die Freiheitliche Partei musste mit dem Wegfall von 6 Mandaten im Jahr 2004 massive Verluste hinnehmen.
Die oppositionellen Sozialdemokraten der SPÖ konnten bei der vorangehenden Landtagswahl erstmals seit 1989 wieder zweitstärkste Fraktion im Landtag werden. Als kleinste Oppositionspartei gingen die Grünen mit einem Mandatsgewinn von 2 Abgeordneten gestärkt aus der Wahl hervor.

### Politische Ausgangssituation
Bereits im Vorfeld der Wahl kündigte der amtierende Landeshauptmann Herbert Sausgruber, der Spitzenkandidat der ÖVP, mehrfach in Interviews an, beim Verlust der absoluten Mandatsmehrheit (also beim Verlust von mehr als 3 Mandaten) als persönliche Konsequenz nicht mehr für das Amt an der Spitze der Landesregierung zur Verfügung zu stehen. Dem zufolge wurde der Wahlkampf der Volkspartei völlig auf Sausgruber ausgerichtet und für eine „Fortsetzung des erfolgreichen Vorarlberger Weges“ geworben.
Am 22. August 2009 startete die FPÖ in Hohenems mit ihrem Spitzenkandidaten Dieter Egger in den Landtagswahlkampf. Dabei tätigte dieser die Aussage, der Direktor des Jüdischen Museums in Hohenems, Hanno Loewy, sei ein „Exil-Jude aus Amerika“ mit einem „hochsubventionierten Museum“, den die Innenpolitik ebenso wenig anginge wie den Intendanten der Bregenzer Festspiele, David Pountney. Zuvor hatten die beiden von Egger Angesprochenen die Wahlkampfplakate der FPÖ hinterfragt, da auf diesen mehrfach mit dem Begriff „heimisch“ geworben wurde. Die Aussagen Eggers wurden in weiterer Folge als „Exil-Jude“-Sager bekannt. Landeshauptmann Sausgruber forderte Egger in der Folge auf, seine Aussage zurückzunehmen, da damit eine Grenze überschritten worden sei und er andernfalls für eine erneute Regierungsbeteiligung nicht mehr in Frage käme. Als Egger sich weigerte, seine Aussagen zurückzunehmen oder sich dafür zu entschuldigen und auf seiner Meinung beharrte, erklärte Sausgruber am 24. August, dass die Volkspartei im Falle eines klaren Wählerauftrags die Koalition mit der FPÖ nach der Wahl nicht fortsetzen werde.

## Wahlrecht
Zur Wahl des Vorarlberger Landtags im Jahr 2009 war automatisch wahlberechtigt, wer
- am Wahltag, dem 20. September 2009, zumindest das 16. Lebensjahr vollendet hatte,
- seinen Hauptwohnsitz am Stichtag, dem 30. Juni 2009, in Vorarlberg hatte und die österreichische Staatsbürgerschaft besaß
- und nicht vom Wahlrecht ausgeschlossen wurde (automatisch durch Verurteilung zu einer mehr als einjährigen Freiheitsstrafe).

Darüber hinaus waren auch Auslandsvorarlberger auf Antrag wahlberechtigt (siehe Absatz Neuerungen im Wahlrecht).

### Neuerungen im Wahlrecht
Das Wahlrecht für 16- und 17-Jährige sowie die Briefwahl kam bei der Landtagswahl 2009 aufgrund der Wahlrechtsänderungen 2008 erstmals zur Anwendung. Diese beiden Änderungen wurden nötig aufgrund eines Bundesgesetzes, welches Teil des Koalitionsabkommens der Bundesregierung Gusenbauer war und seine Auswirkungen auch auf das Landesrecht hatte, da dieses dem Bundesrecht nicht widersprechen darf.
Zudem waren erstmals auch Auslandsvorarlberger bei der Landtagswahl wahlberechtigt. Dies sind Personen, die ihren Hauptwohnsitz unmittelbar von Vorarlberg ins Ausland verlegt haben und nach wie vor Inhaber der Österreichischen Staatsbürgerschaft sind. Voraussetzung war allerdings, dass der Hauptwohnsitz zum 30. Juni 2009 weiterhin im Ausland begründet sein musste und die Verlegung des Wohnsitzes nicht länger als zehn Jahre zurückliegen durfte. Auslandsvorarlberger waren nicht automatisch wahlberechtigt, sondern mussten bereits vor der Wahl einen Antrag auf Aufnahme in die sogenannte Wählerkartei, welche die Grundlage für das Wählerverzeichnis bildet, stellen.

### Wahlbezirke und -sprengel
Gewählt wurde in allen 96 Gemeinden, die in vier Wahlbezirke eingeteilt wurden. Diese Wahlbezirke entsprechen den Verwaltungsbezirken Bludenz (Wahlbezirk Bludenz), Bregenz (Wahlbezirk Bregenz), Dornbirn (Wahlbezirk Dornbirn) und Feldkirch (Wahlbezirk Feldkirch). Alle zur Wahl antretenden Parteien kandidierten in allen vier Wahlbezirken.
In der Regel entspricht ein Wahlsprengel einer Gemeinde. Innerhalb einer Gemeinde können aber auch auf Beschluss der Gemeindewahlbehörde mehrere Wahlsprengel mit entsprechenden Sprengelwahlbehörden eingerichtet werden. So wurden etwa in der größten Gemeinde des Landes, der Stadt Dornbirn, insgesamt 41 Sprengelwahlbehörden eingerichtet. Kleinere Gemeinden, wie etwa Dünserberg oder Röns, kamen hingegen mit nur einem Wahlsprengel aus.

## Zur Wahl stehende Parteien

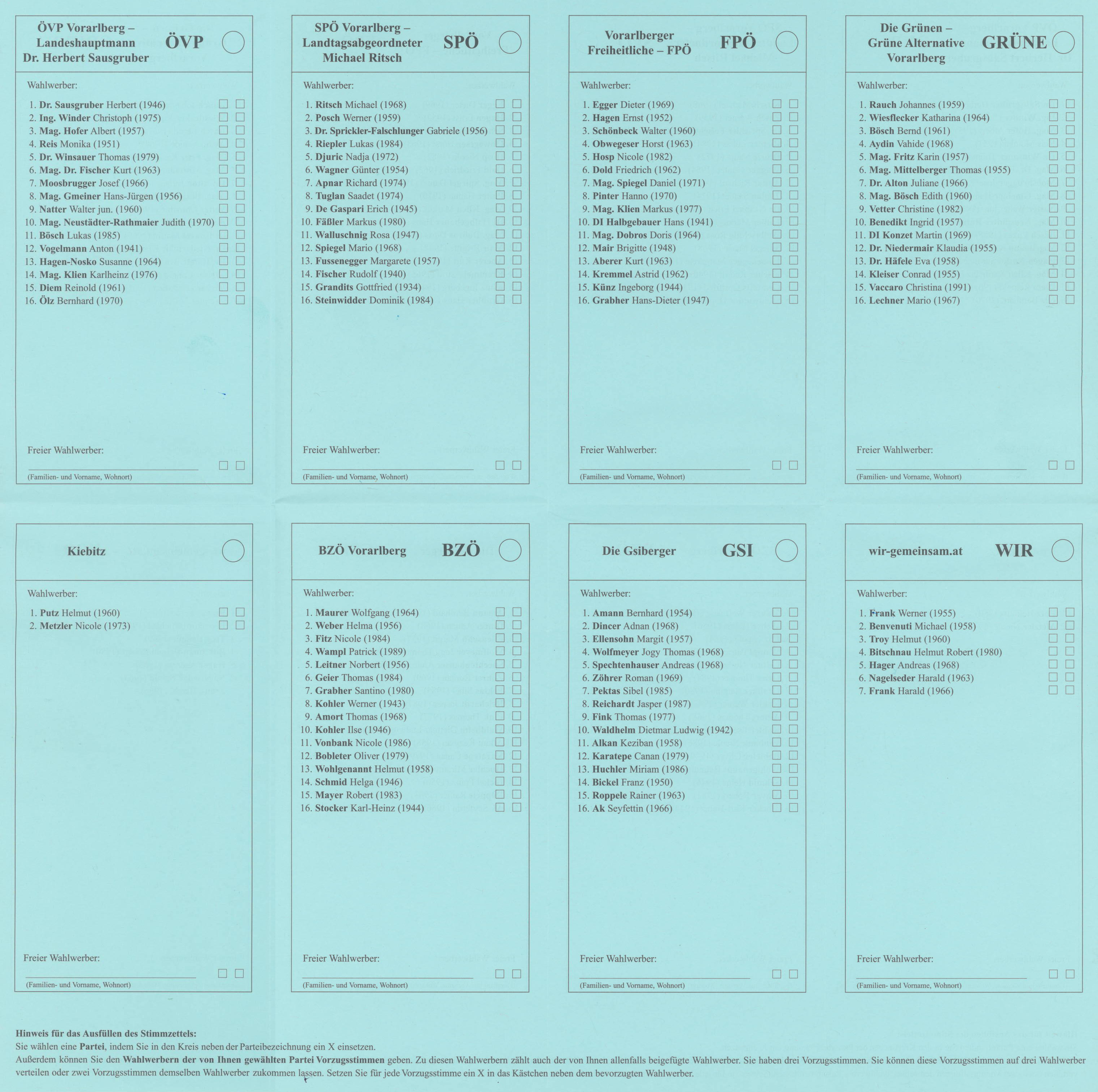
Amtlicher Stimmzettel zur Wahl im Wahlbezirk Dornbirn

Um bei der Wahl zum Vorarlberger Landtag im Jahr 2009 als eigenständige Liste oder Partei antreten zu können, war es nötig, die Bezirkswahlvorschläge von mindestens 100 wahlberechtigten Personen im Wahlbezirk unterstützen zu lassen. Konnte diese Unterstützung bis spätestens 21. August 2009 nicht nachgewiesen werden, so wurde der Antrag auf Teilnahme bei der Landtagswahl von der Wahlbehörde abgelehnt.
In ihrer Sitzung vom 19. August 2009 schloss die Landeswahlbehörde die eingebrachten Wahlvorschläge ab und bestimmte 8 Parteien als zulässig für die Wahl zum Vorarlberger Landtag 2009. Des Weiteren wurden die Listenplätze bestimmt und die offiziellen Parteienbezeichnungen festgelegt. Die unten genannten Daten sind demnach so geordnet, wie sie auch auf dem Wahlzettel aufschienen.

### Bereits im Landtag vertretene Parteien
1. ÖVP Vorarlberg – Landeshauptmann Dr. Herbert Sausgruber (ÖVP)
Die ÖVP trat bei der Wahl 2009 ein weiteres Mal mit dem bisherigen Landeshauptmann Herbert Sausgruber als Spitzenkandidat an. Für die Volkspartei ging es bei dieser Wahl um die Verteidigung der absoluten Stimmen- und Mandatsmehrheit.
2. SPÖ Vorarlberg – Landtagsabgeordneter Michael Ritsch (SPÖ)
Die Sozialdemokraten nominierten Michael Ritsch, den neuen Parteivorsitzenden der Landespartei, zum Spitzenkandidaten für die Landtagswahl. Bei der Wahl 2004 war noch Elke Sader als rote Listenführerin in den Wahlkampf gegangen.
3. Vorarlberger Freiheitliche – FPÖ (FPÖ)
Aus den Reihen der FPÖ war der Landesparteivorsitzende Dieter Egger als Spitzenkandidat aufgestellt worden. Er war in der vorhergehenden Landesregierung Sausgruber III Landesrat.
4. Die Grünen – Grüne Alternative Vorarlberg (GRÜNE)
Von den Vorarlberger Grünen wurde wie in den vorangegangenen Jahren Johannes Rauch als Spitzenkandidat für die Landtagswahl festgelegt. Rauch konnte die Grünen bei der vorangehenden Landtagswahl 2004 zu einem der besten Ergebnisse in der Geschichte der grünen Länderorganisationen führen.

### Noch nicht im Landtag vertretene Parteien
5. Kiebitz
Unter der Bezeichnung Kiebitz traten der Harder Helmut Putz und Nicole Metzler mit einer eigenen, unabhängigen Bürgerliste zur Wahl an.
6. BZÖ Vorarlberg (BZÖ)
Das Vorarlberger BZÖ kämpfte mit Spitzenkandidat Wolfgang Maurer um den Einzug in den Landtag. Das BZÖ trat in Vorarlberg erstmals zur Landtagswahl an. Erklärtes Ziel war dabei die Überschreitung der 5-Prozent-Hürde, die benötigt wird, um in den Landtag einziehen zu können.
7. Die Gsiberger (GSI)
Am 24. Mai 2009 kündigte die Wahlplattform „Die Gsiberger“ ihre Teilnahme bei der Landtagswahl an. Bei der Wahlplattform handelt es sich um einen Zusammenschluss mehrerer Kleinparteien, bestehend aus der bei der letzten Landtagswahl angetretenen VAU, dem Bündnis Die Buntkarierten, der als Migrantenliste bekannt gewordenen NBZ, der aus dem Verein für Bewährungshilfe Neustart entstandenen Plattform Selfempowerment und der KPÖ.
8. wir-gemeinsam.at (WIR)
Für direkte Demokratie wollten sich Helmut-Robert Bitschnau, Michael Benvenuti und Werner Frank mit ihrer Liste wir-gemeinsam.at einsetzen. Die Bürgerbewegung wünschte sich, dass die Bevölkerung nach schweizerischem Vorbild in wichtigen Sachfragen mitentscheiden könne.

## Wahlergebnis

Mehrheiten in den Gemeinden bei der Landtagswahl 2009:
ÖVP Mehrheit > 50 %
ÖVP Mehrheit < 50 %
ÖVP Mehrheit < 40 %

Die Wahlbeteiligung lag mit 178.711 abgegebenen Stimmen (davon 1.297 ungültig) bei 261.132 Wahlberechtigten bei 68,44 %, was einer Steigerung von 7,8 % im Vergleich zur vorangegangenen Landtagswahl im Jahr 2004 entspricht.
| Amtliches Endergebnis | Amtliches Endergebnis | Amtliches Endergebnis | Amtliches Endergebnis | Amtliches Endergebnis | Amtliches Endergebnis |
| Partei1               | Stimmen               | Prozent               | +/−                   | Mandate               | +/−                   |
| --------------------- | --------------------- | --------------------- | --------------------- | --------------------- | --------------------- |
| ÖVP                   | 90.108                | 50,79 %               | − 4,13 %              | 20                    | − 1                   |
| SPÖ                   | 17.779                | 10,02 %               | − 6,85 %              | 3                     | − 3                   |
| FPÖ                   | 44.563                | 25,12 %               | + 12,18 %             | 9                     | + 4                   |
| GRÜNE                 | 18.763                | 10,58 %               | + 0,41 %              | 4                     | ± 0                   |
| GSI                   | 3.087                 | 1,74 %                | − 0,35 %              | 0                     | ± 0                   |
| Kiebitz               | 331                   | 0,19 %                | —                     | 0                     | —                     |
| BZÖ                   | 2.134                 | 1,2 %                 | —                     | 0                     | —                     |
| WIR                   | 647                   | 0,36 %                | —                     | 0                     | —                     |
| Gesamt                | 177.412               | 100,00 %              |                       | 36                    |                       |

1 Parteienbezeichnungen als Abkürzungen laut offiziellem Wahlvorschlag; Die Liste Kiebitz verfügte über keine offizielle Abkürzung

### Wählerströme
Im Auftrag des ORF führte das Sozialforschungsinstitut SORA nach der Landtagswahl eine Wählerstromanalyse durch. Diese zeigte, dass die ÖVP ihren Wahlsieg insbesondere ihren treuen Stammwählern zu verdanken hatte. 89 Prozent der ÖVP-Wähler von 2004 gaben der Volkspartei auch im Jahr 2009 wieder ihre Stimme. Mehr als 7.000 Wähler wanderten allerdings von der ÖVP zur FPÖ, von der im Gegenzug nur 3.000 Wähler abgeworben werden konnten. Die Freiheitliche Partei selbst profitierte besonders stark von einer Re-Mobilisierung von Nichtwählern. Während im Jahr 2004 nur noch 28 Prozent der FPÖ-Wähler der Partei abermals ihre Stimme gegeben hatten, konnte die Partei 2009 mehr als 20.000 Wähler aus diesem Pool der Nichtwähler zurückgewinnen. Auch die Grünen konnten 8.000 Stimmen von den ehemaligen Nichtwählern gewinnen, verloren aber zugleich 5.000 ihrer Wähler an die Volkspartei. Die Sozialdemokraten verloren besonders viele Stimmen an die ÖVP, der sie 6.000 Wähler abtreten mussten. Zudem blieben bei der Landtagswahl 2009 etwa 24 % der SPÖ-Wähler von 2004 der Wahl fern.

### Auswirkungen
Aufgrund der im Wahlkampf erteilten Zusicherung Sausgrubers, nach der Wahl keinesfalls wieder mit der FPÖ in einer Regierung zusammenarbeiten zu wollen, stellte dieser nach erfolglos verlaufenen Gesprächen mit Vertretern der Grünen und der SPÖ eine ÖVP-Alleinregierung auf. Bei der Landesregierung Sausgruber IV handelte es sich damit um die erste Alleinregierung in Vorarlberg seit der Wiedererlangung der Vorarlberger Souveränität nach dem Zweiten Weltkrieg. Die ÖVP stellte in der neuen Landesregierung alle sieben Mitglieder. Neu ins Regierungsteam aufgenommen wurde dabei die bisherige Dornbirner Stadträtin Andrea Kaufmann.
Im Landtag selbst bewirkte das Wahlergebnis einen politischen Wechsel im Landtagspräsidium. Während die bisherige Vizepräsidentin Bernadette Mennel von der ÖVP als erste Frau das Amt der Landtagspräsidentin einnahm und Gabriele Nußbaumer weiterhin Landtagsvizepräsidentin blieb, rückte Ernst Hagen von der FPÖ ebenfalls als Vizepräsident auf.
Das Ergebnis der Landtagswahl hatte auch Auswirkungen auf die Zusammensetzung des Österreichischen Bundesrats, in dem Vorarlberg mit drei Mandataren vertreten ist. Aufgrund des Wahlergebnisses und ihrer Stimmenverluste verlor die Vorarlberger SPÖ ihren Vertreter im Bundesrat. Während die ÖVP weiterhin zwei der drei Vorarlberger Bundesratsmitglieder stellte, wanderte das Mandat der SPÖ zur FPÖ. Die neuen Vorarlberger Bundesräte Magnus Brunner (ÖVP), Edgar Mayer (ÖVP) und Cornelia Michalke (FPÖ) wurden in der konstituierenden Sitzung des Vorarlberger Landtags am 14. Oktober 2009 gewählt.